# Château de Vierzy
Le château de Vierzy est un ancien château situé à Vierzy, en France.

## Localisation
Les restes du château sont situés sur la commune de Vierzy, dans le département de l'Aisne.

## Historique
Propriété de la famille d'Estrées, il passe en 1749 au duc de Noailles, puis à la princesse de Chimay.
Le monument a été inscrit partiellement au titre des monuments historiques en 1928.

## Galerie de photos

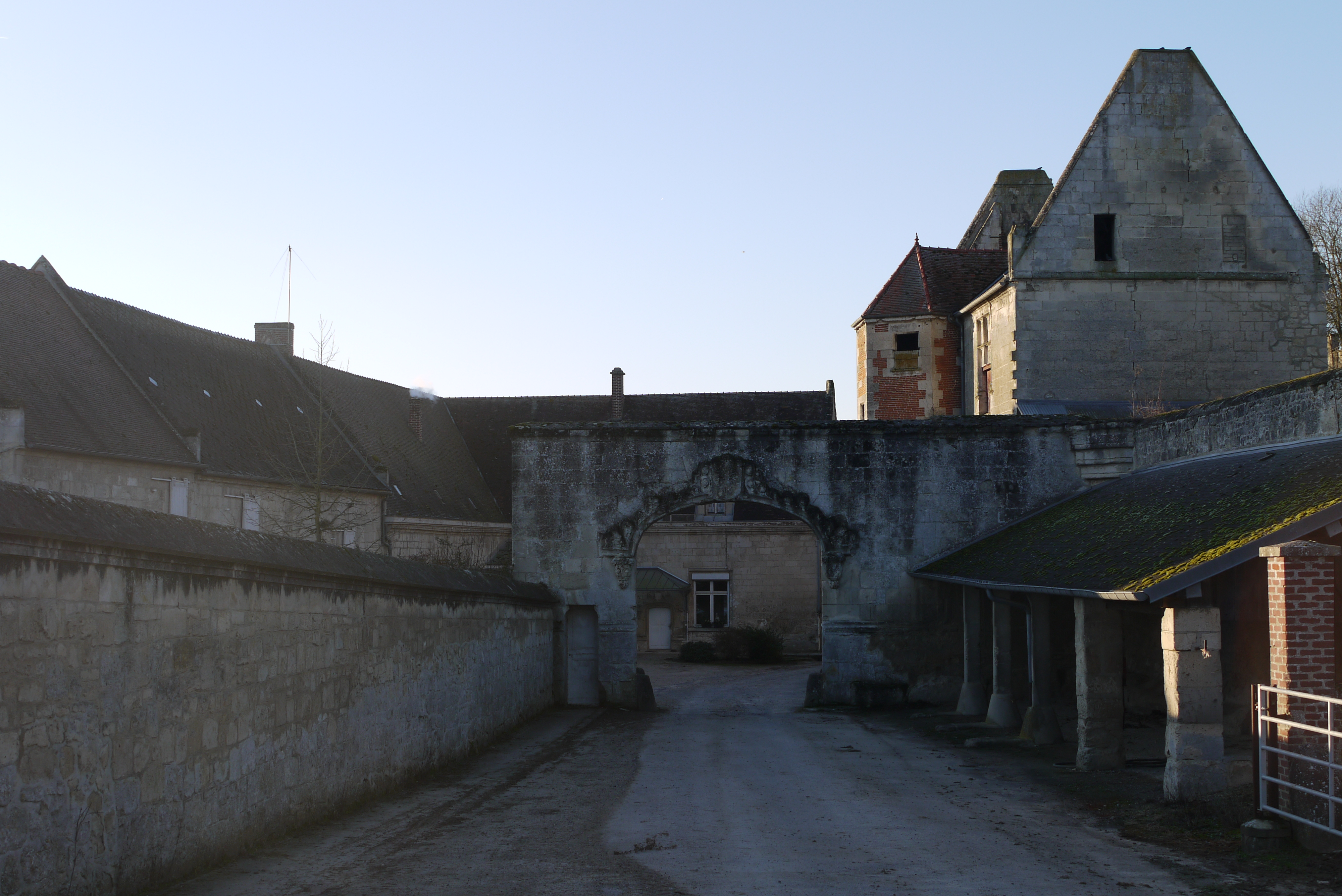
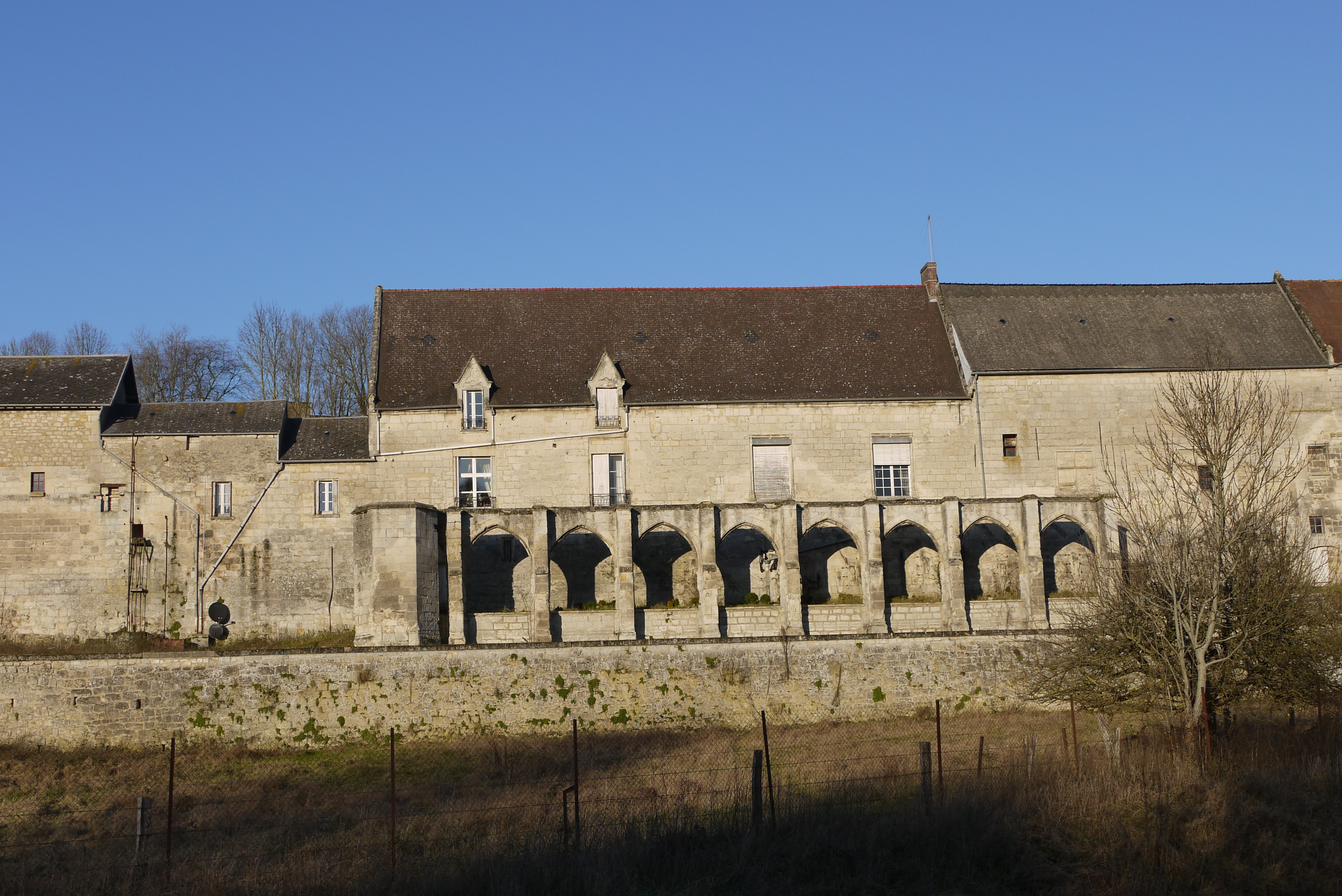